# The Hits – Chapter One
Greatest Hits – Chapter One (phát hành tại Mỹ và Canada dưới tên gọi The Hits – Chapter One) là một tuyển tập các bài hát của ban nhạc nước Mỹ Backstreet Boys. Lúc đầu, nhóm chưa có ý định phát hành một album Greatest Hits vì thấy quá sớm, nhưng họ bị hãng thu âm ép buộc. Bài hát mới duy nhất từ album này đã được phát hành làm đĩa đơn là "Drowning", cũng đã trở thành một hit trên toàn thế giới. Album tiêu thụ được 7 triệu bản trên toàn thế giới.

## Danh sách bài hát
| STT | Nhan đề                                               | Thời lượng |
| --- | ----------------------------------------------------- | ---------- |
| 1.  | "I Want It That Way"                                  | 3:35       |
| 2.  | "Everybody (Backstreet's Back)" (Extended version)    | 4:47       |
| 3.  | "As Long as You Love Me"                              | 3:34       |
| 4.  | "Show Me the Meaning of Being Lonely"                 | 3:56       |
| 5.  | "Quit Playing Games (With My Heart)"                  | 3:54       |
| 6.  | "We've Got It Goin' On" (Radio edit)                  | 3:39       |
| 7.  | "All I Have to Give"                                  | 4:38       |
| 8.  | "Larger than Life"                                    | 3:54       |
| 9.  | "I'll Never Break Your Heart"                         | 4:50       |
| 10. | "The Call"                                            | 3:25       |
| 11. | "Shape of My Heart"                                   | 3:52       |
| 12. | "Get Down (You're the One for Me)" (LP edit - no rap) | 3:50       |
| 13. | "Anywhere for You"                                    | 4:40       |
| 14. | "The One"                                             | 3:48       |
| 15. | "More than That" (Radio mix)                          | 3:43       |
| 16. | "Drowning" (bài hát mới chưa phát hành trước đó)      | 4:27       |

Ghi chúBản phát hành tại Mỹ không có các bài hát "We've Got It Goin' On", "Get Down (You're the One for Me)" và "Anywhere for You".
| Đánh giá chuyên môn | Đánh giá chuyên môn |
| Nguồn đánh giá      | Nguồn đánh giá      |
| Nguồn               | Đánh giá            |
| ------------------- | ------------------- |
| AllMusic            | [ 3 ]               |

## Chứng nhận
| Quốc gia                 | Chứng nhận | Số đơn vị/doanh số chứng nhận |
| ------------------------ | ---------- | ----------------------------- |
| Anh quốc (BPI)           | Bạch kim   | 300.000                       |
| Argentina (CAPIF)        | Vàng       | 20.000                        |
| Bỉ (IFPI)                | Vàng       | 25.000                        |
| Brasil (ABPD)            | Bạch kim   | 125.000                       |
| Đan Mạch (IFPI)          | Vàng       | 25.000                        |
| Đức (BVMI)               | Vàng       | 150.000                       |
| Hoa Kỳ (RIAA)            | Bạch kim   | 1.000.000                     |
| Nhật Bản (RIAJ)          |            | 1.000.000                     |
| New Zealand (RIANZ)      | Vàng       | 7.500                         |
| Tây Ban Nha (PROMUSICAE) | Vàng       | 50.000                        |
| Thụy Điển (IFPI)         | Vàng       | 40.000                        |
| Thụy Sĩ (IFPI)           | Vàng       | 20.000                        |
| Úc (ARIA)                | Vàng       | 35.000                        |